# Unionville (comté d'Orange, New York)
Pour les articles homonymes, voir Unionville.
Unionville est un village du comté d'Orange, dans l'État de New York, aux États-Unis,. En 2010, il comptait une population de 612 habitants.

## Démographie
Lors du recensement de 2010, le village comptait une population de 612 habitants, tandis qu'elle est estimée en 2019 à 594 habitants.